# 首都高バトルOnline
『首都高バトルOnline』（しゅとこうバトルオンライン）は、元気より2003年3月3日に正式サービスが開始された、公道レースをテーマにした首都高バトルシリーズのシリーズ作品。2005年9月1日をもってサービスを休止（実質終了）した。シリーズ初のPC作品でもある。

## 概要
首都高バトルシリーズ初のオンライン専用かつWindows版であり、シリーズ初の月額料金システムを採用している。首都高バトル0をベースとしている。ただし、車がすべて実車になっているなど、多少異なる部分がある。

## メーカー
公式サイトの登録車種リストにて
- トヨタ
- 日産
- マツダ
- 三菱
- スバル
- スズキ

## 主な歴史
- 2003年1月9日～1月31日 - ベータ版テスト開始[4]。
- 2003年3月3日 - 正式サービス開始[1]。
- 2003年3月17日 - 車種追加[5]。
- 2003年3月25日 - アップデート実施[6]。
- 2003年5月27日 - C1外回り追加[7]。
- 2003年8月28日 - 新環状線追加[8]。
- 2004年3月2日 - 1周年記念イベント開催[9]。
- 2004年4月5日 - リニューアル。湾岸線と横羽線が追加[10]。
- 2005年9月1日 - サービス休止（実質終了）[2]。